# 拉什 (紐約州)
拉什（英語：Rush）是一個位於美國紐約州門羅縣的鎮。

## 人口
根據2020年美國人口普查的數據，拉什的面積為79.53平方千米，當中陸地面積為78.56平方千米，而水域面積為0.97平方千米。當地共有人口3490人，而人口密度為每平方千米44人。